# Evald Claesson

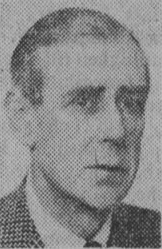
Evald Claesson

Evald Claesson, född 20 mars 1914 i Kalmar, död 24 september 2001 i Saltsjöbaden, var en svensk arkitekt.
Claesson, som var son till byggmästare Claes Johansson och Emelia Petersson, avlade studentexamen 1933 samt utexaminerades från Kungliga Tekniska högskolan 1939 och från Kungliga Konsthögskolan 1960. Han anställdes på Kooperativa förbundets arkitektkontor 1942, vid Byggnadsstyrelsen 1945 och var byrådirektör där 1957–1961. Han var stadsarkitekt i Saltsjöbadens köping från 1947 och bedrev även egen arkitektverksamhet.
Claesson planerade den moderna utbyggnaden av Saltsjöbaden, bland annat för flerfamiljshus på Igelbodaplatån och Ljuskärrsberget med affärscentrum Tippen på 1950- och 1960-talen. Han ritade även bland annat ålderdomshemmet Sjötäppan i Neglinge (1954) och Uppenbarelsekyrkans församlingshem (1971). Claesson är begravd på Skogsö kyrkogård.